# Fritada (Guam)
En Guam, la fritada es un estofado hecho con vísceras de cerdo, vaca o ciervo, cocinado con la sangre del propio animal. La lengua chamorra, oficial en este territorio de los Estados Unidos, tiene una gran influencia del idioma español, y aunque «fritada» tiene su origen en la frit, tanto aquí como en el plato mexicano conocido como fritada de cabrito, el término se usa para una preparación culinaria diferente.
En el siglo XVI, la carne de animales terrestres no formaba parte de la dieta de los chamorros, quienes consumían exclusivamente pescado. Sin embargo, en el XVIII, los españoles introdujeron cerdos, ganado vacuno y ciervos en las Islas Marianas, lo que llevó a los chamorros a incorporar carne en su alimentación. Este plato y su nombre podrían haber sido introducidos por los españoles, posiblemente basado en la fritada de cabrito de la cocina mexicana, que a su vez podría derivar de la chanfaina de la región de Extremadura en España, tradicionalmente preparada con cordero. En Portugal, existe un plato similar llamado chanfana, elaborado con carne de cabra o macho cabrío. En las Filipinas, también colonizadas por los españoles en esa época, existe una preparación similar conocida como dinuguan, cuyo nombre proviene de la palabra local dugo, que significa sangre.
Este tipo de preparación, que aprovecha al máximo el animal, está relacionado con la falta de medios de conservación de alimentos cuando se sacrificaba un animal, así como con la necesidad de alimentar a un gran número de personas. Tradicionalmente, el sacrificio de una res o una cacería era una actividad comunitaria: los hombres mataban al animal, recogían la sangre, lo despellejaban y separaban las diferentes partes de la carne, mientras que las mujeres limpiaban la carne y las vísceras y preparaban el plato, junto con los acompañamientos (incluyendo el pan). Sin embargo, los hombres también participaban en la cocina. Este método es similar al practicado en la cocina de Kazajistán, donde la carne (a veces de animales grandes como el caballo o el camello) es la base de la dieta.
El intestino se abría y se frotaba con aceite de coco (u otro aceite), luego se escaldaba en agua con vinagre y sal. El páncreas, el hígado y el corazón se lavaban bien y se cortaban en trozos pequeños, al igual que las tripas. Estos trozos se cocinaban en vinagre, sal y pimienta hasta que el vinagre se evaporaba. Después se añadía la sangre, removiendo constantemente, hasta que esta se oscurecía y se combinaba con las vísceras formando una mezcla sólida (la carne propiamente dicha no se utilizaba en este plato). Finalmente, se añadía agua, se dejaba hervir por un minuto y se servía con arroz.